# 威光寺 (稲城市)
威光寺（いこうじ）は、東京都稲城市にある真言宗豊山派の寺院。

## 歴史
創建年代は不明である。天明年間（1781年 - 1789年）の火災で記録を失ったためである。1675年（延宝3年）より、近くの穴澤天神社の別当寺を務めていた。
当寺の境内に「弁天洞窟」と呼ばれる洞窟がある。元々穴澤天神社の洞窟にあった石仏群が納められている。現在は立入禁止になっている。

## 文化財
- 庚申塔（稲城市指定文化財）[3]

## 交通アクセス
- 京王よみうりランド駅より徒歩7分。